# Fidji Simo
Fidji Simo (született 1985. október 5-én) francia-amerikai üzletasszony, az Instacart vezérigazgatója és elnöke. Az Instacart előtt egy évtizedet töltött a Facebooknál, ahol felsővezető volt, és a Facebook App vezetője volt.
Társalapítója a Metrodora Intézetnek, egy egészségügyi klinikának és kutatóintézetnek, és jelenleg a Metrodora Alapítvány elnöke. Az OpenAI és a Shopify igazgatótanácsában is tag.
A HEC Paris-on és a Kaliforniai Egyetemen, Los Angelesben végzett.